# ソユーズ-M
ソユーズ-M(ロシア語: Союз-М)はソビエト連邦の使いきり型打ち上げ機。GRAUインデックスでは11A511Mとされた。開発はOKB-1が行い、生産はサマーラの第一国家航空工場が行っていた。
このロケットはもともと軍事用有人宇宙計画のソユーズ 7K-V1を打ち上げるため、ソビエト連邦軍向けに製造された。後にこの計画は中止されることになったが、同様の目的を持つソユーズ7K-S計画のためにロケットの開発は続けられた。しかしながら、この計画も最終的にはチェロメイとOKB-52の開発していたTKSに負けてキャンセルされ、ソユーズ-Mのさらなる開発は放棄され、製造されていたロケットはゼニット-4MT偵察衛星の打ち上げのために再利用されることになった。
ソユーズ-Mの正確な詳細は知られていないが、後のソユーズUと類似する、2段式の初代ソユーズの派生型と考えられている。ソユーズ 7K-Sのキャンセルの後、8基がゼニット-4MTの打ち上げに利用された。初打ち上げは1971年12月27日に行われ、1976年3月31日に最後の打ち上げが行われた。打ち上げはすべてプレセツク宇宙基地で行われており、1回目は43/4射点が使われたとされるが、以降の打ち上げに使った発射施設は記録されていない。

## 註
1. ↑  Soyuz 2-1A launches with Metop-B for Europe
2. 1 2  Wade, Mark. “Soyuz”.   Encyclopedia Astronautica. 2010年1月17日時点のオリジナルよりアーカイブ。2009年4月16日閲覧。